# Minuskuł 48
Minuskuł 48 (wedle numeracji Gregory–Aland) A232 (Soden) – rękopis Nowego Testamentu z XII wieku pisany minuskułą na pergaminie w języku greckim. Przechowywany jest w Oksfordzie. Był wykorzystywany w dawnych wydaniach  greckiego Nowego Testamentu. 

## Opis rękopisu
Kodeks zawiera pełny tekst czterech Ewangelii, na 145 pergaminowych kartach (28,5 na 22,5 cm) . 
Tekst rękopisu pisany jest dwoma kolumnami na stronę, w 30 linijek na stronę. 
Zawiera tablice  Kanonów Euzebiusza na początku, noty na końcu Ewangelii, miniatury. Tekst jest dzielony według rozdziałów (κεφαλαια), których numery podane zostały na marginesie.
Stosuje błędy związane z iota subscriptum. 

## Tekst
Grecki tekst Ewangelii reprezentuje  bizantyjską tradycję tekstualną.  Aland nie umieścił go w żadnej  kategorii.
Nie był badany metodą wielokrotnych wariantów Claremont Profile Method.

## Historia
Rękopis datowany jest w oparciu o paleograficzne przesłanki. Scholz datował go na XIII wiek.  Gregory datował go na XII wiek, podobnie i Kurt Aland. Aktualnie INTF datuje na wiek XII. 
John Mill wykorzystał go na potrzeby swego wydania (jako Codex Bodleianus VII). Wettstein wykorzystał go w swoim wydaniu Nowego Testamentu. Nie jest wykorzystywany we współczesnych wydaniach greckiego Nowego Testamentu.
Johann Jakob Wettstein wciągnął go na listę rękopisów Nowego Testamentu, nadał mu numer 48 i sporządził jego opis. Rękopis był badany przez Wettsteina i Griesbacha.
Rękopis przechowywany jest w Bibliotece Bodlejańskiej (Auct. D. 2. 17) w Oksfordzie .